# Eurotec

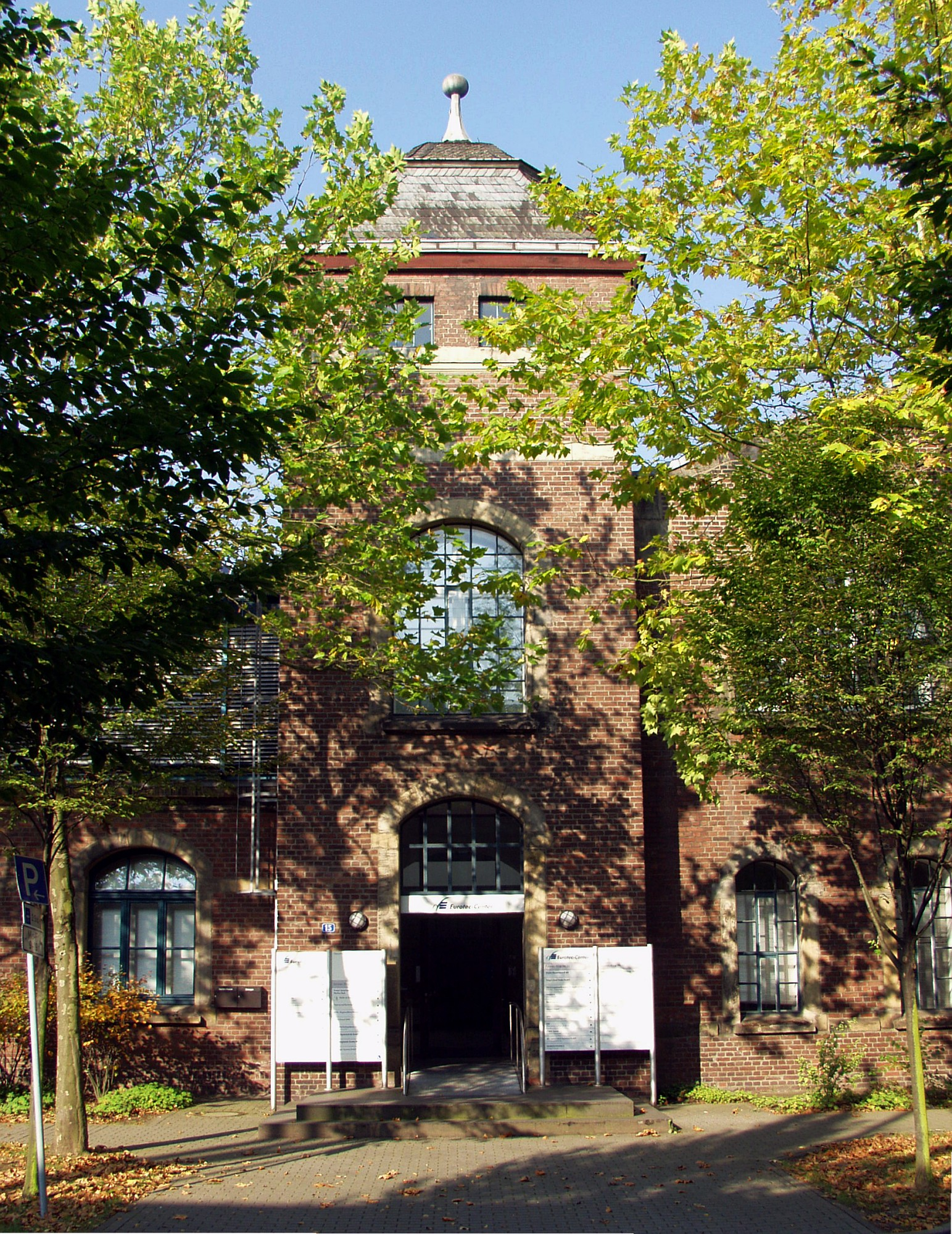
Turm der ehemaligen Kauenhalle, heute „Eurotec-Center“

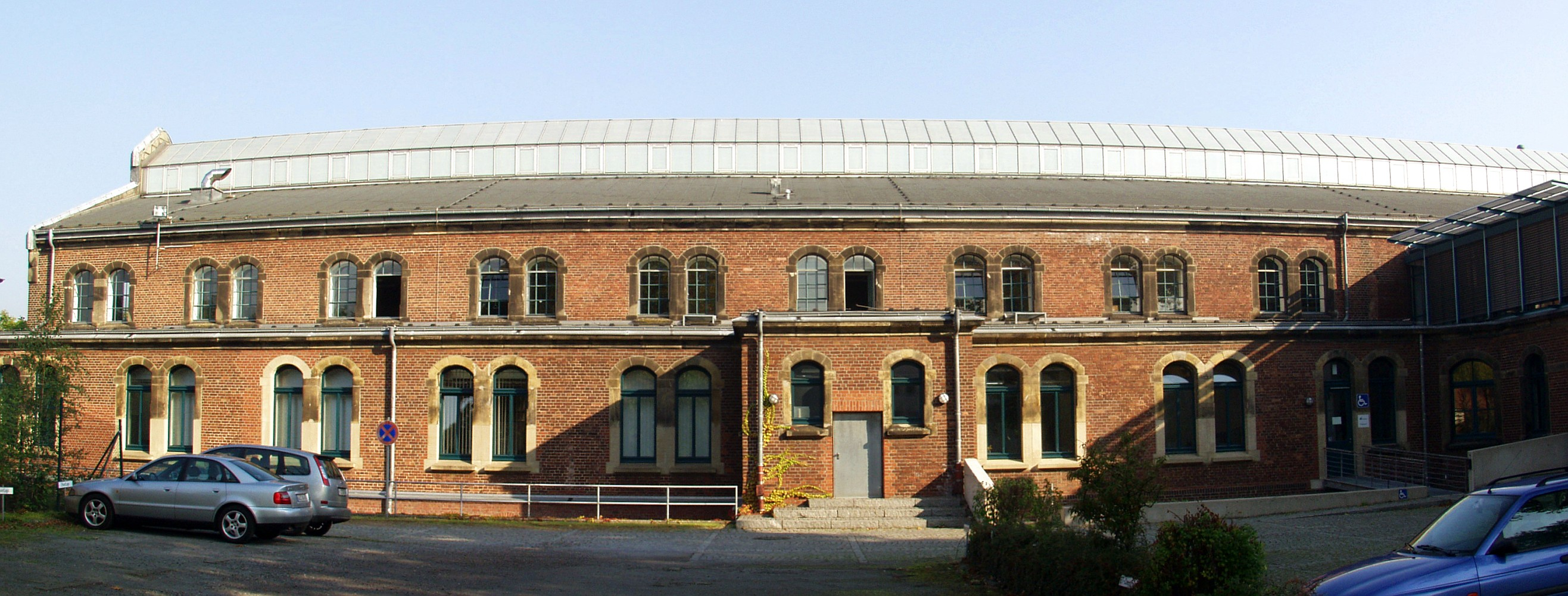
Seitlicher Bauflügel des alten Zechengebäudes, heute „Forum“ bzw. „Lichthalle“

Der Eurotec Technologiepark befindet sich nördlich der Stadtmitte von Moers. Er wird von der Technologiepark Eurotec Rheinpreussen GmbH betrieben und entstand in den 1990er Jahren durch Hilfe von Fördermitteln der Europäischen Union auf dem Gelände des ehemaligen Bergwerks Rheinpreussen 5/9, das 1990 geschlossen wurde. 17 Jahre später hatten sich bereits 65 Unternehmen im Eurotec Technologiepark angesiedelt.
Die historische Bausubstanz der Zeche wurde mit moderner Architektur in eine urban gestaltete Parklandschaft integriert. Insgesamt stehen für Industrieansiedlungen 65.000 Quadratmeter sowie 9.000 Quadratmeter mietbare Büro-, Service- und Lagerflächen zur Verfügung.
Das „Eurotec-Center“ bildet das Herzstück des Eurotec-Parks. Dort können die ansässigen Unternehmen ein breites Service- und Dienstleistungsangebot in Anspruch nehmen: zentraler Empfang und Postdienst, Sekretariats- und Schreibarbeiten, Copyshop und Restaurant/Cafeteria. Für Veranstaltungen steht das „Forum“ zur Verfügung, das bis zu 300 Teilnehmern Platz bietet. Die „Lichthalle“ eignet sich für Veranstaltungen bis zu 150 Teilnehmern und zwei Konferenzräume sind für Veranstaltungen bis zu 20 Teilnehmern ausgelegt. 
Durch die Integration unterschiedlicher Fachbereiche der wissenschaftlichen Forschung, der technologischen Entwicklung und der beruflichen Bildung versteht sich „Eurotec“ als innovativer Impulsgeber für die wirtschaftliche Entwicklung am Niederrhein.